# Водоспад Вікторія (національний парк)

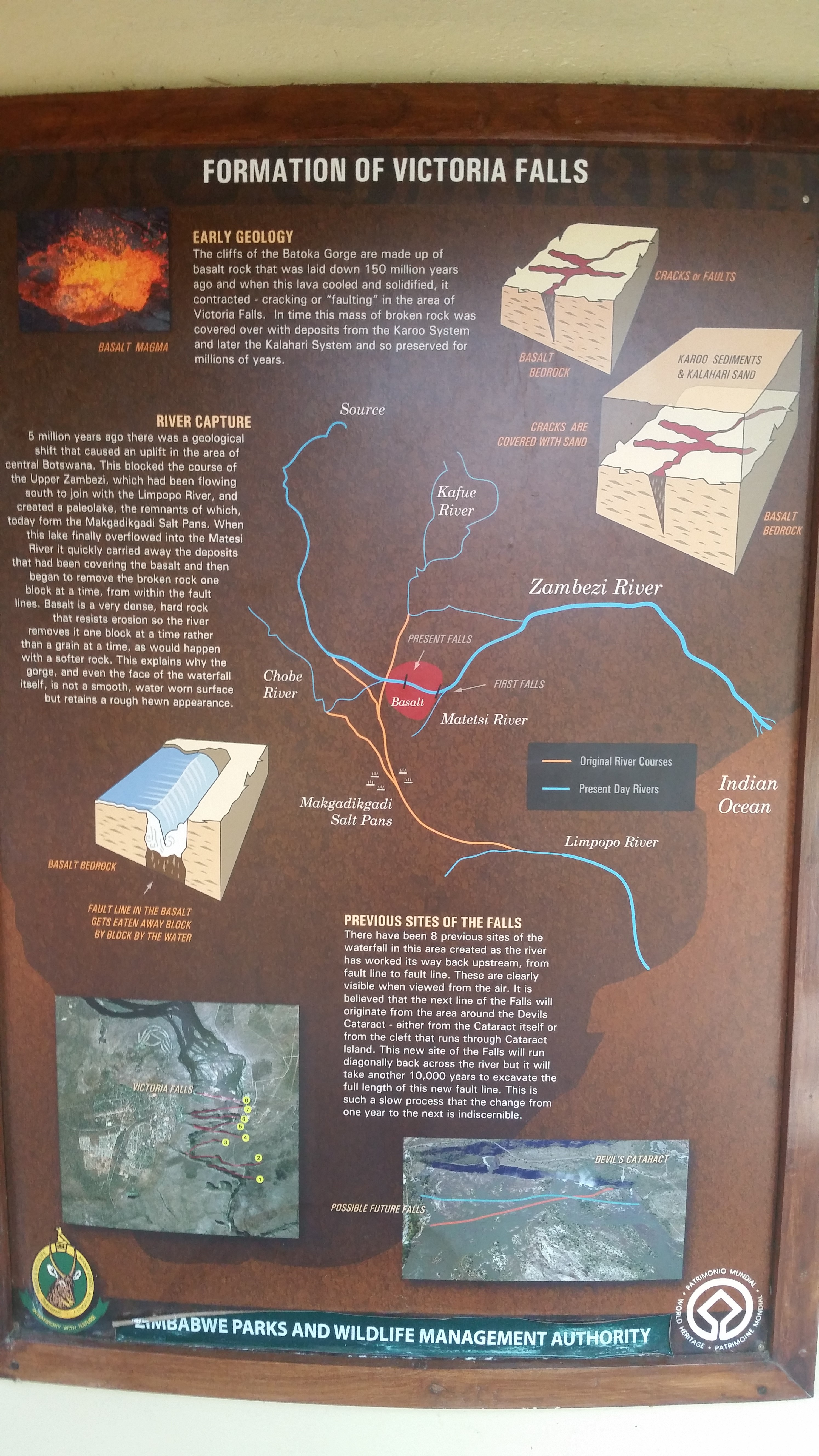
Маркер національного парку «Водоспад Вікторія».

Національний парк Водоспад Вікторія розташований на північному заході Зімбабве і захищає південний і східний берег річки Замбезі в районі всесвітньо відомого водоспаду Вікторія. Він простягається вздовж річки Замбезі від більшого національного парку Замбезі приблизно на 6 км, і приблизно до 12 км нижче водоспаду.

## Природа
Примітною особливістю парку є тропічний ліс, який росте серед бризок водоспаду, включаючи папороті, пальми, ліани та низку дерев, таких як червоне дерево, яких немає ніде в цьому регіоні. Парк розташований в екорегіоні Замбезійських і мопанських лісів.
Відвідувачі мають можливість побачити слона, капського буйвола, південного білого носорога, бегемота, жирафів, канну та багато інших антилоп під час прогулянок і сафарі. У річці можна побачити купу крокодилів, а з сусіднього.

## Туризм
Житло для туристів надається в кемпінгах у національному парку Замбезі та на численних курортах і готелях у місті Вікторія-Фоллс та його околицях, яке є частиною західної межі парку. Відвідувачам необхідно вживати запобіжних заходів проти малярії.